# Cratere Bruce
Bruce è un cratere lunare di 6,14 km situato nella parte nord-orientale della faccia visibile della Luna.